# Жак Нові
Жак Нові (фр. Jacques Novi, нар. 18 липня 1946, Бельгард), також відомий як Джекі Нові (фр. Jacky Novi) — французький футболіст, що грав на позиціях захисника і півзахисника, зокрема за «Олімпік» (Марсель), а також національну збірну Франції.
По завершенні ігрової кар'єри — тренер.

## Клубна кар'єра
Народився 18 липня 1946 року в Бельгарді. Вихованець футбольної школи клубу «Нім-Олімпік». Дорослу футбольну кар'єру розпочав 1963 року в основній команді того ж клубу, в якій провів чотири сезони, взявши участь у 128 матчах чемпіонату. 
Своєю грою за цю команду привернув увагу представників тренерського штабу марсельського «Олімпіка», до складу якого приєднався 1967 року. Відіграв за команду з Марселя наступні шість сезонів своєї ігрової кар'єри. Більшість часу, проведеного у складі «Марселя», був основним гравцем команди. За цей час двічі виборював титул чемпіона Франції, двічі ставав володарем Кубка Франції (також двічі), а також володарем Суперкубка Франції.
Згодом з 1973 по 1977 рік грав за «Нім-Олімпік» та «Парі Сен-Жермен».
Завершував ігрову кар'єру у «Страсбург», за яку виступав протягом 1977—1980 років. За цей час додав до переліку своїх трофеїв ще один титул чемпіона Франції.

## Виступи за збірну
1969 року дебютував в офіційних матчах у складі національної збірної Франції.
Загалом протягом чотирирічної кар'єри в національній команді провів у її формі 20 матчів.

## Кар'єра тренера
Розпочав тренерську кар'єру, повернувшись до футболу після тривалої перерви, 1995 року, очоливши тренерський штаб клубу «Родез».
Згодом протягом двох каденцій тренував команду «Фрежус», а останнім місцем його тренерської роботи був «Олімпік» (Алес) у 2000—2002 роках.
| Дата       | Місто         | Господарі | Результат | Гості          | Турнір            | Голи | Примітки |
| ---------- | ------------- | --------- | --------- | -------------- | ----------------- | ---- | -------- |
| 12/02/1969 | Ліон          | Франція   | 2 – 2     | Угорщина       | товариський матч  | -    |          |
| 30/04/1969 | Париж         | Франція   | 1 – 0     | Румунія        | товариський матч  | -    |          |
| 10/09/1969 | Осло          | Норвегія  | 1 – 3     | Франція        | Відбір до ЧС 1970 | -    |          |
| 05/10/1969 | Стокгольм     | Швеція    | 2 – 0     | Франція        | Відбір до ЧС 1970 | -    |          |
| 01/11/1969 | Париж         | Франція   | 3 – 0     | Швеція         | Відбір до ЧС 1970 | -    |          |
| 08/04/1970 | Париж         | Франція   | 1 – 1     | Болгарія       | товариський матч  | -    |          |
| 28/04/1970 | Париж         | Франція   | 2 – 0     | Румунія        | товариський матч  | -    |          |
| 03/05/1970 | Базель        | Швейцарія | 2 – 1     | Франція        | товариський матч  | -    |          |
| 05/09/1970 | Париж         | Франція   | 3 – 0     | Чехословаччина | товариський матч  | -    |          |
| 07/10/1970 | Відень        | Австрія   | 1 – 0     | Франція        | товариський матч  | -    |          |
| 11/11/1970 | Париж         | Франція   | 3 – 1     | Норвегія       | Відбір до ЧЄ 1972 | -    |          |
| 15/11/1970 | Брюссель      | Бельгія   | 1 – 2     | Франція        | товариський матч  | -    |          |
| 08/01/1971 | Буенос-Айрес  | Аргентина | 3 – 4     | Франція        | товариський матч  | -    |          |
| 17/03/1971 | Валенсія      | Іспанія   | 2 – 2     | Франція        | товариський матч  | -    |          |
| 24/04/1971 | Будапешт      | Угорщина  | 1 – 1     | Франція        | Відбір до ЧЄ 1972 | -    |          |
| 08/09/1971 | Осло          | Норвегія  | 1 – 3     | Франція        | Відбір до ЧЄ 1972 | -    |          |
| 09/10/1971 | Париж         | Франція   | 0 – 2     | Угорщина       | Відбір до ЧЄ 1972 | -    |          |
| 10/11/1971 | Париж         | Франція   | 2 – 1     | Болгарія       | Відбір до ЧЄ 1972 | -    |          |
| 04/12/1971 | Софія (місто) | Болгарія  | 2 – 1     | Франція        | Відбір до ЧЄ 1972 | -    |          |
| 08/04/1972 | Бухарест      | Румунія   | 1 – 1     | Франція        | товариський матч  | -    |          |
| 02/09/1972 | Афіни         | Греція    | 1 – 3     | Франція        | товариський матч  | -    |          |
| Усього     |               | Матчів    | 20        |                | Голів             | -    |          |

## Титули і досягнення
- Чемпіон Франції (3):

«Олімпік» (Марсель): 1970-1971, 1971-1972
«Страсбур»: 1978-1979
- Володар Кубка Франції (2):

«Олімпік» (Марсель): 1968-1969, 1971-1972
- Володар Суперкубка Франції (1):

«Олімпік» (Марсель): 1971